# Sony Xperia J

El Sony Xperia J (ST26i/ST26a) es un teléfono inteligente Android de gama media manufacturado por Sony, de la serie Xperia.
El Xperia J fue lanzado al mercado en la Internationale Funkausstellung Berlin de 2012, junto con los modelos más avanzados Xperia T y Xperia V.
Está disponible en modelo simple banda o de doble banda.
Su sucesor es el terminal Xperia L, el cual es perteneciente a la gama alta-media.

## Componentes
El Xperia J está propulsado por un procesador Qualcomm Snapdragon S1 (MSM7227A) de un núcleo. El teléfono tiene una memoria interna de 4 GB, y soporta tarjetas de memoria MicroSD de hasta 32 GB. Posee 512 MB de RAM y un GPU Adreno 200.

## Pantalla
Xperia J posee una pantalla TFT LCD capacitiva de 4 pulgadas táctil con capacidad multitáctil. Su resolución es de 854x480 píxeles, y soporta 16 millones de colores.

## Software
El Xperia J en su versión de lanzamiento tiene instalado el sistema operativo (Android 4.0 ICS). Es actualizable a la versión de Android 4.1.2 Jelly Bean, lanzado oficialmente el 7 de marzo de 2013 con la Interfaz de Usuario Timescape de Sony.
Sin embargo, la disponibilidad de las actualizaciones de software depende del país y / o el operador.

## Especificaciones técnicas
- GENERAL:
- Red GSM 850 / 900 / 1800 / 1900 - HSDPA 900 / 2100 - HSDPA 850 / 1900 / 2100
- Anunciado en agosto de 2012
- Status disponible

- TAMAÑO:
- Dimensiones: 124,3 x 61,2 x 9,2 mm
- Peso: 124 g

- PANTALLA:
- Tipo: TFT táctil capacitivo, 16M colores
- Tamaño: 480 x 854 píxeles, 4.0 pulgadas
- Pantalla Gorilla Glass
- Soporte multitouch
- Sensor acelerómetro para autorrotación
- Sensor de proximidad para autoapagado
- Timescape UI

- TONOS DE LLAMADA:
- Tipo	Polifónico, MP3, WAV
- Personalizable Descargas
- Vibración	Sí
- Conector de audio 3,5 mm

- MEMORIA:
- Agenda telefónica Entradas y campos prácticamente ilimitados, Foto de llamada
- Registro de llamadas prácticamente ilimitado
- Ranura para tarjeta	No
- 4GB memoria interna, 512MB RAM
- Procesador Qualcomm MSM7227A 1GHz, GPU Adreno 200

- CARACTERÍSTICAS:
- GPRS	Sí
- Velocidad de datos Hasta 86 kbps
- OS	Android OS, v4.0.4 Ice Cream Sandwich
- Mensajería	SMS, MMS, Email, IM, Push Email
- Navegador	HTML5
- Reloj	Sí
- Alarma	Sí
- Puerto infrarrojo No
- Juegos	Sí + descargables
- Colores: Negro, Blanco, Rosa, Dorado
- Cámara	5 MP, 2592х1944 píxeles, autofocus, flash LED, geo-etiquetado, foco táctil, detección de rostro y sonrisa, fotos panorámicas 3D, estabilizador de imagen, vídeo VGA, cámara frontal VGA
- Soporte microSIM
- GPS con soporte A-GPS
- Brújula digital
- EDGE hasta 237kbps
- 3G HSDPA 7.2 Mbps / HSUPA 5.8 Mbps
- Wi-Fi 802.11 b/g/n; DNLA; Wi-Fi Direct
- Bluetooth v2.1 A2DP, EDR
- microUSB 2.0, HS
- Reproductor de video MP4/H.263/H.264/WMV
- Reproductor de audio MP3/eAAC+/WMA/WAV
- Radio FM estéreo con RDS
- Integración con Google Search, Maps, Gmail, YouTube, Calendar, Google Talk (ahora Hangouts)
- Integración Facebook y Twitter
- Visor de documentos
- Memo/discado/comandos de voz
- Manos libres incorporado
- Ingreso predictivo de texto

- BATERÍA:
- Estándar, Ion Litio 1750 mAh
- En espera hasta 607 h (2G) / Hasta 618 h (3G)
- Tiempo de conversación	Hasta 5 h 36 min (2G) / Hasta 7 h 18 min (3G)